# Субашские источники
Суба́шские исто́чники (укр. Субашські джерела, крымскотат. Suv Baş çoqraqları, Сув Баш чокъракълары) являются началом реки Субаш, впадающей в залив Сиваш Азовского моря. До революции 1917 года были частью имения семьи Айвазовских Шах-Мамай (ныне село Айвазовское), называвшейся Субаши (с 1948 года Золотой Ключ).

## История
Вторая половина XIX века характеризуется становлением научного подхода к решению проблемы водоснабжения Феодосии. В 1850—1860-х годах инженер М. И. Матерно раскопал некоторые участки древнего водопровода, исследовал водоносные слои феодосийских гор.
Под руководством инженера П. Малашева в 1864 году был построен водопровод к фонтану в феодосийских казармах. Новый казарменный фонтан представлял собой перестроенный фонтан средневекового водопровода, иссякший в 1862 или в 1863 году. В систему водоснабжения казарменного фонтана вошли четыре истока средневековых гидротехнических сооружений, старые и вновь отрытые колодцы, дренажные канавы. Водосборные сооружения располагались на склоне горы Тепе-Оба двумя линиями — длиной 211 саженей (450 м) и более 600 саженей (1300 м), — которые сходились в приёмном колодце, откуда вода по одной общей трубе направлялась к фонтану. На трассе были устроены 75 малых крытых бассейнов для наблюдения за состоянием линии, фильтры, вантузы, отводные линии, мосты в местах пересечения трубопроводом глубоких балок и оврагов. Использовались керамические трубы длиной 0,2 сажени (0,43 м), средним диаметром — 4 дюйма, средней толщиной — 0,5 дюйма. В день открытия, 24 декабря 1864 года, казарменный фонтан выдал 2880 вёдер (35,4 м³) чистой воды. В 1865 году суточный расход воды в фонтане колебался от 5700 вёдер (70 м³) — 18 апреля, до 2300 вёдер (28 м³) — 21 июля. После продолжительной засухи фонтан выдал 30 октября 1874 года 1200 вёдер (15 м³) воды за сутки.
В 1870-х годах бесперспективность восстановления старинной системы городского водоснабжения стала очевидной. С 1881 года водную проблему исследовал инженер-технолог М. И. Алтухов. В 1885 году им был подготовлен проект водоснабжения города из двух водохранилищ-водосборников, перекликавшийся с идеей инженера Г. Романовского о водонепроницаемости феодосийских гор. Предлагалось перегородить две балки горы Тепе-Оба (Немецкую и Романовского) каменными плотинами высотой 4 сажени 1 аршин (9,25 м) и шириной — 6 саженей (12,8 м). В эти запруды стекалась бы вода с 6,16 вёрст² (около 6,5 км²) горных склонов. Водосборники должны были состоять из чередующихся слоев камня, гравия, песка. При общем объёме водохранилищ в 2 400 000 вёдер (30 000 м³) ежесуточное в течение 15 часов работы водопровода поступление воды в город достигло бы 98 000 вёдер (1200 м³).

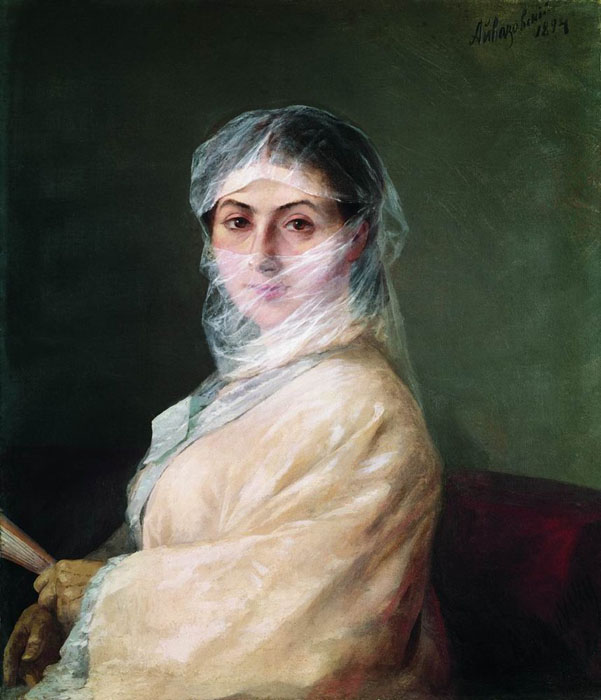
Портрет Анны Саркисовой-Бурназян. И. К. Айвазовский, 1882

М. И. Алтухов также отметил, что наилучшим решением проблемы водоснабжения Феодосии стала бы доставка в город ежесуточно 200 000 вёдер (2500 м³) воды из самого крупного в Крыму источника Субаш (теперь в черте с. Приветное Кировского района), бывшего собственностью второй жены И. К. Айвазовского Анны Никитичны Саркизовой (Бурназян). По предварительным оценкам прокладка водовода из Субаша обошлась бы городу в 600 000 рублей, не считая стоимости покупки источника или прав на отвод в город части субашской воды.
На заседании водопроводной комиссии Феодосийской городской думы, 5 февраля 1887 года, после обсуждения 4 проектов водоснабжения города был принят проект тепе-обинских запруд М. И. Алтухова. Первое водохранилище, вместимостью 1 млн вёдер (12 000 м³) и сметной стоимостью 36 870 рублей, решено было построить в 1887 году. Идея Феодосийско-Субашского водопровода не нашла поддержки из-за своей дороговизны.
Но тепе-обинский проект так и не состоялся. Уже начавшиеся работы были прекращены после того, как на заседании городской думы 30 мая 1887 года И. К. Айвазовский объявил о даре Феодосии, навечно, 50 000 вёдер (600 м³) субашской воды в сутки. Все силы и средства города были направлены на сооружение Феодосийско-Субашского водопровода.

## Феодосийско-Субашский водопровод
Новый проект подготовил М. И. Алтухов. Вода в Феодосию поступала самотеком из-за перепада высот между источником и городом. В Субаше строилось приёмное водохранилище, по городу вода распределялась из запасного водохранилища (объёмом в 50 000 вёдер) на Сарыгольской возвышенности. Карагозское и Эгетское промежуточные водохранилища выравнивали давление в трубах на трассе водопровода. Загородная и городская водопроводные сети состояли из чугунных труб разного диаметра, уложенных на глубину 2 аршина (1,4 м). Загородная линия должна была пропускать за 15 часов работы в сутки 50 000 вёдер воды, а городская сеть, учитывая дальнейшее расширение водопровода, — 100 000 вёдер (1200 м³) воды.
Первоначально намечалось бесплатное пользование субашской водой из 2 городских фонтанов, 3 водоразборных колонн для наполнения бочек и 18 — для ручной тары. Но в итоге субашская вода продавалась не дороже 0,5 копейки за ведро (12,3 л). Большинство феодосийцев покупали воду в 5 водоразборных будках-фонтанах: на Полицейской площади, Карантинной, Татарской, Караимской и Сарыгольской слободках. Водой фонтана Караимской слободки, построенного на средства Бекенеш Хаджи, наполнялась только ручная тара. Остальные фонтаны строились городом и отпускали воду в ручную тару и в бочки. На частных водоотводах расход воды измерялся счетчиками-водомерами.

## Фонтан Айвазовского

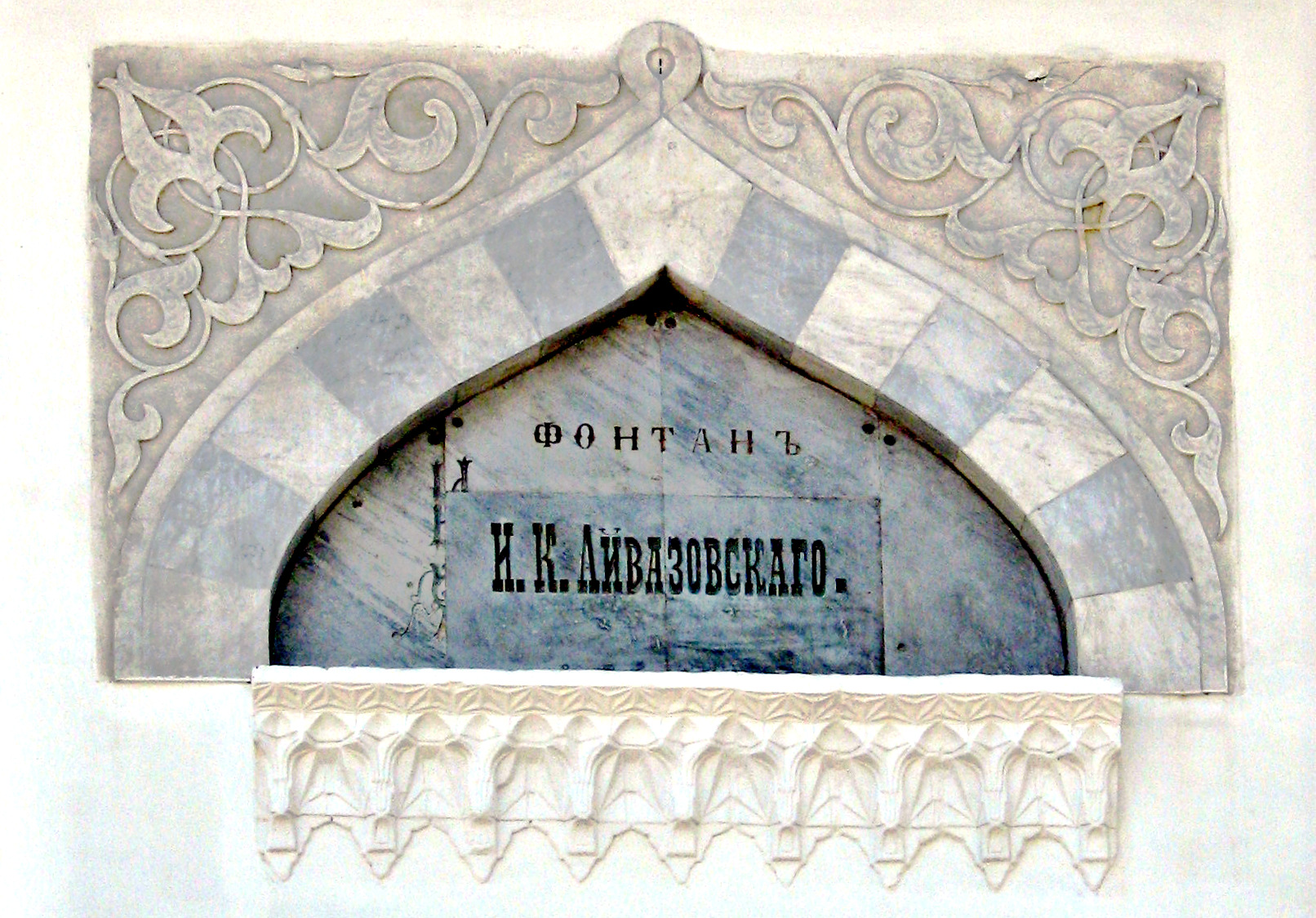
Фонтан Айвазовского. Переименование

Главный фонтан водопровода был заложен на Ново-Базарной площади в день тезоименитства императора Александра III, 30 августа 1887 года, после торжественного богослужения в феодосийском Александро-Невском соборе., 29 апреля 1888 года Городская дума постановила назвать этот фонтан именем Александра III. Сооружался же он по проекту и на средства И. К. Айвазовского. Фонтан был вдохновлён фонтанами в Константинополе. И 29 августа 1888 года Таврический генерал-губернатор уведомил феодосийского городского голову о Высочайшем Указе от 25 августа 1888 года о присвоении этому фонтану имени его создателя. Воду фонтана Айвазовского разрешалось пить бесплатно, но этой водой запрещалось наполнять тару и уносить с собой. Над изливом находилась серебряная кружка на цепочке с надписью: «Выпейте за здоровье Ивана Константиновича и его семьи», которая исчезла уже во второй половине XX века.

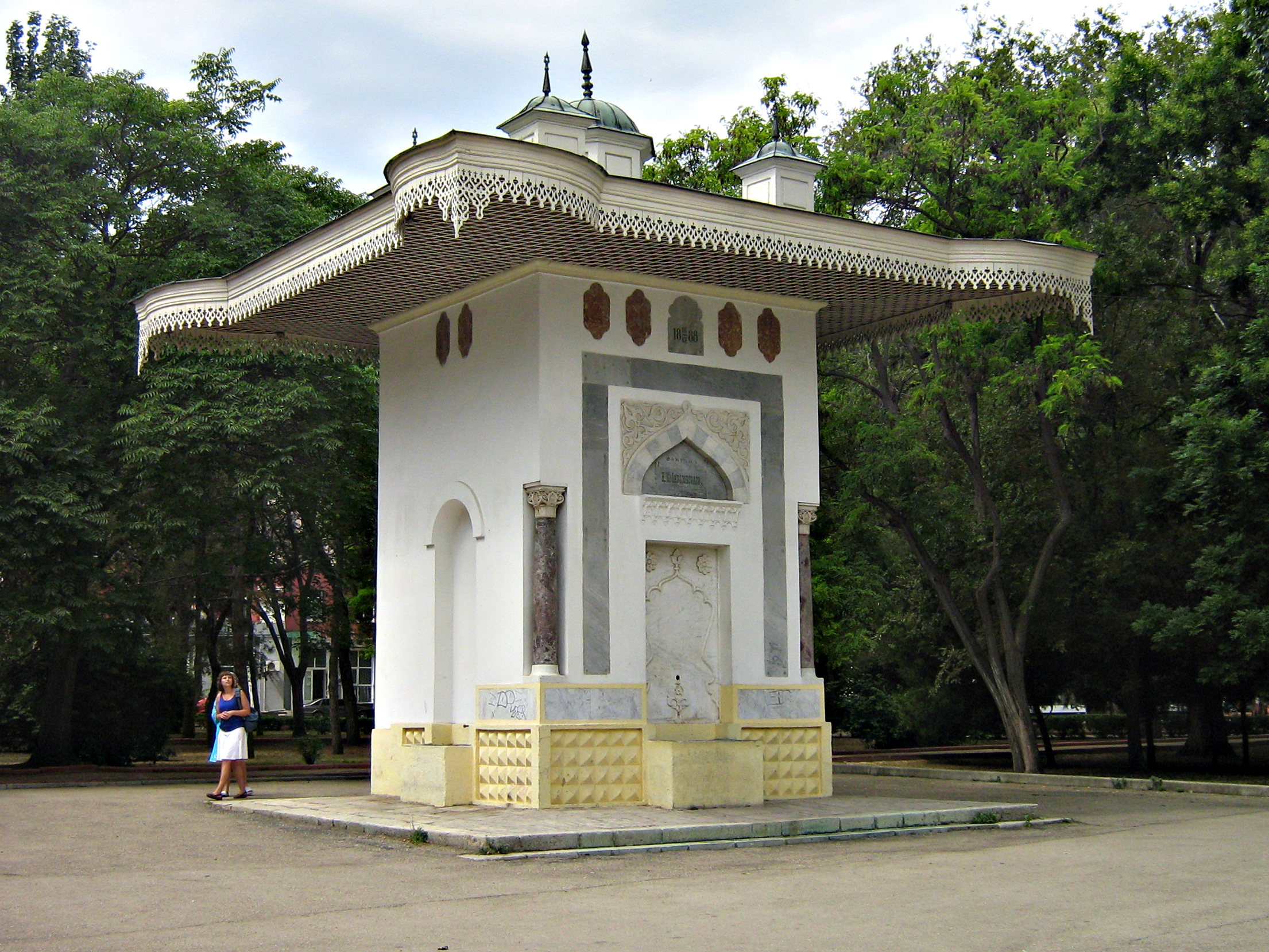
Фонтан Айвазовского.

Дарственную от А. Н. Айвазовской город получил 1 апреля 1888 г.
Оборудование, в том числе 2—8-дюймовые чугунные трубы, изготовил и установил завод Д. А. Пастухова (г. Ростов-на-Дону). Основные работы на трассе развернулись весной—летом 1888 года. Строительство водохранилищ, земляные работы выполнили подрядчики Х. Э. Каразаде и Я. В. Можаев. По апрель 1888 года производителем работ был инженер А. Ф. Лаговский, а с мая 1888 года — инженер И. О. Эрак. В создании водопровода участвовал феодосийский городской архитектор С. Ф. Адамский. В городское запасное водохранилище вода поступила 30 августа 1888 года. На следующий день началось правильное водоснабжение города.
Церемония торжественного открытия Феодосийско-Субашского водопровода состоялась 18 сентября 1888 года у фонтана И. К. Айвазовского. Уже после этого проводились испытания, прерванные в конце октября 1888 года из-за сильных заморозков. Было заменено 59 лопнувших труб, и к 20 ноября 1888 года водоснабжение города Феодосия полностью восстановилось. Всего же было уложено 32 км 298 м (10 617 штук) труб разного диаметра, причем городские линии включали в себя 4574 м трубопроводов.

## Фонтан «Доброму гению»

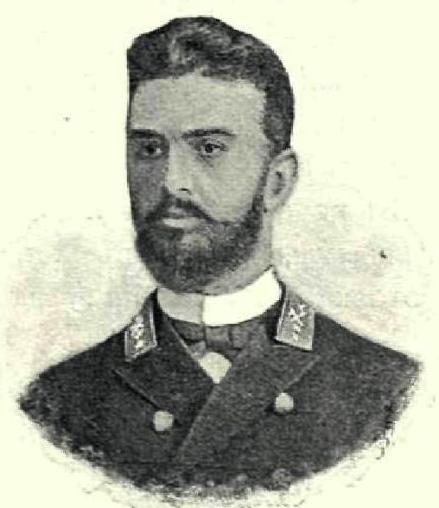
Вильгельм Августович Срока

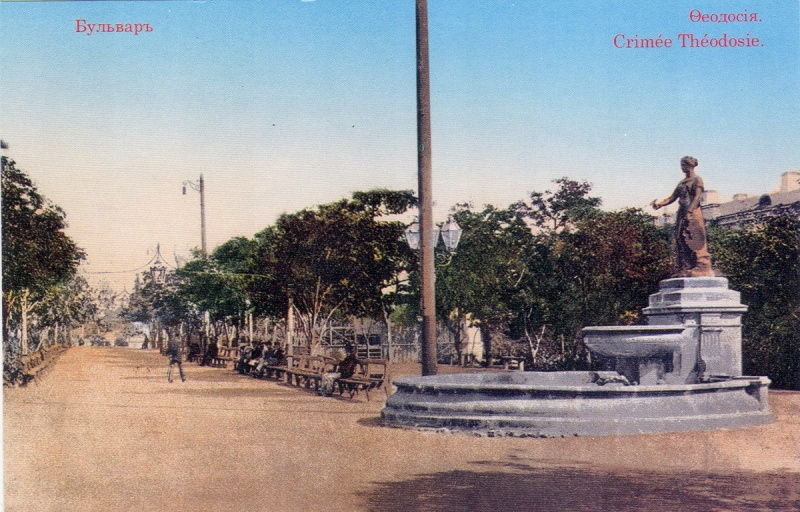
Фонтан Доброму гению.1914.

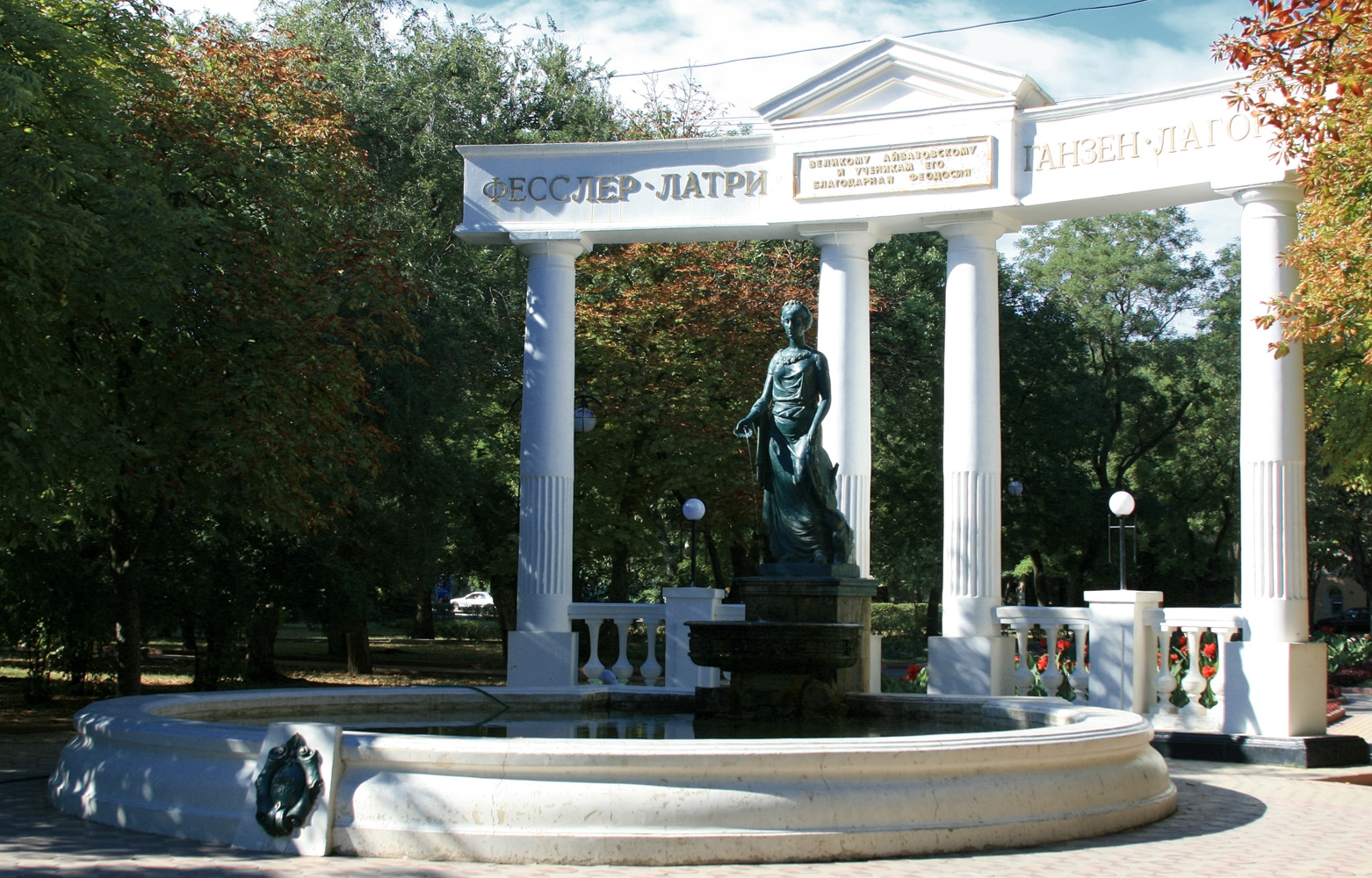
Фонтан Доброму гению.2008.

В 1890 году на городском бульваре (ул. Итальянская — совр. ул. Горького) по проекту архитектора В. А. Сроки был установлен фонтан-памятник «Доброму гению» в честь А. Н. Айвазовской. На трассе Феодосийско-Субашского водопровода случались аварии, поэтому город часто недополучал свои 50 000 вёдер воды в сутки. Нехватка воды остро ощущалась летом. Городом велись переговоры об уступке дополнительного количества воды с владельцами Субаша. Но последние соглашались только на продажу всего источника — свыше 250 000 вёдер (3000 м³) воды в сутки — вместе с имением — до 1000 десятин земли (свыше 1000 га), из которых около половины были непригодными для нормального земледелия, — за сумму не менее 500 000 рублей. 
В 1912 году появился проект постепенного расширения Феодосийско-Субашского водопровода. Его автором являлся инженер Д. В. Петров, заведовавший водохозяйством города. В 1914—1923 годах предполагалось построить новую линию водовода из Субаша пропускной способностью 150 000 вёдер (1800 м³) воды в сутки, расходуя на это ежегодно по 25 000 рублей из доходов городского водохозяйства. В 1923 году годовой приток воды из железнодорожного источника (Кошка-Чокрак) и обеих линий Феодосийско-Субашского водопровода составил бы 45 000 000 вёдер (550 000 м³). Потребление воды каждым феодосийцем при ожидаемой в 1923 году численности населения в 45 тысяч человек достигло бы 2,74 ведра (34 л) в сутки.
Предлагалось[кем?] два возможных решения судьбы Субашского источника. В одном случае после 1923 ода ключи с имением выкупались городом за 425 000 рублей с рассрочкой платежа или за 400 000 рублей единовременно. До покупки источника планировалось платить владельцам Субаша по 5 копеек за каждую сотню вёдер воды сверх ежесуточных 50 000 вёдер. Второй вариант не предусматривал покупки источника городом. В этом случае намечалось платить по 10 копеек за каждую дополнительную сотню вёдер воды в сутки в 1914—1923 годах и по 2 копейки — в дальнейшем. По первому варианту прибыль от эксплуатации нового водопровода поступала бы в городскую казну с 1932 года, а по второму — уже с 1924 года.
Строительство в 1887—1888 годах Феодосийско-Субашского водопровода гарантировало городу ежесуточно до 50 000 вёдер питьевой воды отличного качества. Но стремительное развитие Феодосии в конце XIX — начале XX века вновь обострило водную проблему, несмотря на дополнительный приток в город воды ключей Кошка-Чокрак. В начале XX века разрабатывались проекты расширения Феодосийско-Субашского водопровода. В то же время продолжались поиски новых источников пресной воды, в том числе и нетрадиционными способами.
Самый крупный источник Су-Баш, расход воды которого 75 л/с, уже не существует в том виде, каким он был в те времена. В 1939 году, здесь пробурили две скважины, вода из которых по вновь проложенному трубопроводу подавалась в Феодосию. В 1967 и 1968 годах были пробурены ещё две скважины, которые назвали Большой и Малый Богатыри.
Водой из субашского источника Феодосия обеспечивалась до пуска Северо-крымского канала в 1970 году.
В 1972 году был пущен водопровод в город Старый Крым.

## Караимский фонтан

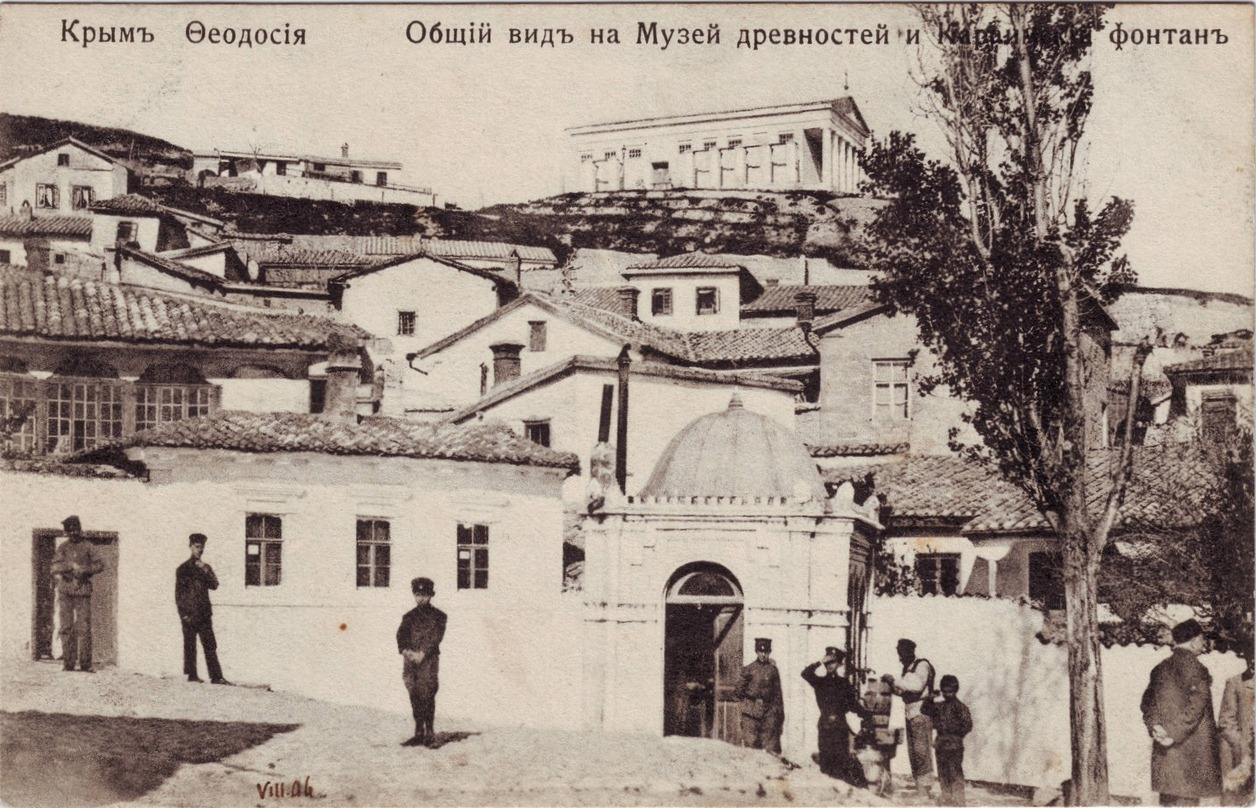
Караимский фонтан Субашского водопровода в Феодосии (Караимская слобода)

Сооружён в 1890 году инженером из Одессы И. О. Эраком в Караимской слободе напротив кенассы. Средства на постройку пожертвовала караимка Бикенеш-тота Хаджи. В этом фонтане наполнялась только ручная тара, так как к нему не было удобного подъезда. Разрушен во время Великой Отечественной войны.

## Перспективы использования
В 1984—1985 годах на Субашских источниках работали гидрологи из Канады и Швеции, брали пробы, делали анализы. Цитата из заключения: 
«Качество воды субашских источников позволяет использовать её для питья грудным детям без кипячения, но с простейшей очисткой от механических примесей»
По мнению специалистов Субашские источники могли бы давать Феодосии 13 600 м³ воды в сутки, что на 60 % обеспечило бы потребность горожан в питьевой воде. С 2008 года рассматривается вопрос о проектировании водовода к Субашским источникам. Программа реконструкции и развития водопроводно-канализационного хозяйства Феодосии на 2008—2017 годы предусматривала использование Субашских источников для водоснабжения города.